# Авдюкевич, Лонгин Иванович
Лонгин Иванович Авдюкевич (латыш. Longins Avdjukevičs, 1 ноября 1916 — 8 января 1988, Рига, Латвийская ССР) — латышский советский работник органов госбезопасности, генерал-майор. Председатель КГБ при Совете Министров Латвийской ССР (1963—1978), председатель КГБ Латвийской ССР (1978—1980).

## Биография
По национальности белорус (по другим данным — латыш). С 1923 года батрак, рабочий по найму. В 1940 году — активный участник присоединения Латвии к СССР.
Член ВКП(б) с 1940 года.
С 1940 года на партийной и хозяйственной работе: инструктор Даугавпилсского уездного комитета КП(б) Латвии, директор промышленного комбината, кузнец завода.
С началом Великой Отечественной войны в эвакуации в Горьковской области. В 1942—1944 годах — комиссар 2-го Латышского партизанского отряда, затем — комиссар бригады, секретарь подпольного Латгальского окружного комитета КП(б) Латвии.
После освобождения республики — секретарь Даугавпилсского уездного комитета, первый секретарь Резекского уездного комитета КП(б) Латвии. С 1951 года — заведующий отделом ЦК КП(б)-КП Латвии. В 1955 году окончил Высшую партийную школу при ЦК КПСС.
С 1955 года — заместитель председателя, с января 1963 по ноябрь 1980 года — председатель КГБ при Совете Министров Латвийской ССР/КГБ Латвийской ССР.
С 1980 года в отставке.
Депутат Совета Национальностей Верховного Совета СССР 8—10 созывов (1970—1984) от Екабпилсского избирательного округа № 309 Латвийской ССР. Член Комиссии по здравоохранению и социальному обеспечению Совета Национальностей 9 созыва.
Избирался членом ЦК КП Латвии, кандидатом в члены Бюро ЦК КП Латвии.

## Награды и звания
- орден Ленина
- 2 ордена Красного Знамени
- орден Трудового Красного Знамени
- орден Октябрьской Революции
- 2 ордена Отечественной войны I степени
- медали